# Le Deva
Le Deva sono un gruppo musicale femminile italiano, attivo dal 2016. Si tratta di un terzetto vocale composto da 
Verdiana Zangaro, Greta Manuzi e Roberta Pompa.

## Origine del nome
In una intervista a Radio Italia le quattro artiste hanno dichiarato che il nome del gruppo è ispirato ai Deva, gli spiriti della natura appartenenti alla mitologia di diverse culture; la lettera D inoltre è collegata alla parola donna, seguita dal nome della prima donna creata da Dio, e le quattro lettere che compongono il nome rimandano al numero delle componenti della band.

## Storia
Il progetto musicale nasce dall'unione di quattro ragazze con esperienze professionali diverse: Simonetta Spiri, Verdiana Zangaro, Roberta Pompa e Greta Manuzi. Le componenti sono legate dalla comune partecipazione a dei talent-show. Greta Manuzi e Verdiana Zangaro hanno infatti partecipato alla dodicesima edizione del talent-show Amici, classificandosi rispettivamente seconda e quarta; Simonetta Spiri ha partecipato alla settima edizione di Amici mentre Roberta Pompa alla settima edizione di X Factor.
Il quartetto, non ancora chiamato Le Deva, pubblica il suo primo brano, L'amore merita, il 1º aprile 2016, in occasione del decimo anniversario di Gay Help Line, contact-center antiomofobia e antitransfobia. Il 1º ottobre successivo viene pubblicato il brano L'origine. Nel febbraio 2017 Simonetta Spiri ha lasciato il gruppo per dedicarsi alla propria carriera da solista, lasciando il suo posto alla cantautrice Laura Bono.
Dopo aver deciso di unirsi ufficialmente sotto il nome de Le Deva, pubblicano il 5 maggio 2017 il brano Un'altra idea, scritto da Antonio Maggio, Giordano Bruno, Zibba, Verdiana Zangaro e Marco Rettani.
Il 6 ottobre 2017 il gruppo pubblica il singolo Semplicemente io e te. Il 20 ottobre dello stesso anno viene pubblicato il loro primo album in studio 4, che debutta al quarto posto della classifica album stilata da FIMI. Il titolo dell'album è riferito al numero delle artiste, ma anche ai quattro elementi della natura, ossia fuoco, acqua, terra e aria. Il disco contiene, oltre a due collaborazioni artistiche, anche i brani L'amore merita e L'origine, registrati con Laura Bono.
Il 12 gennaio 2018 viene pubblicato il terzo singolo estratto dall'album 4, intitolato Grazie a te. Il 18 maggio dello stesso anno viene pubblicato il singolo, non contenuto nell'album d'esordio, intitolato L'estate tutto l'anno. Tra gli autori figurano i nomi di Stefano Paviani e Marco Rettani edito dalla casa Dischi dei sognatori.
Il 31 maggio 2019 le Deva tornano con un singolo caratterizzato da sonorità nuove dal titolo Shangai, scritto da Niccolo Verrienti, Greta Portacci, Giulia Capone e Marco Rettani.
Dopo alcuni singoli più leggeri, Le Deva tornano ad occuparsi di tematiche sociali importanti (come già fatto in passato con i brani L'amore merita e L'origine): il 29 novembre 2019 presentano il brano A.I.U.T.O.  (le lettere stanno per Angoscia, Inquietudine, Umiliazione, Tormento e Ostacolo), scritto da Marco Rettani, Alessandro Manzo e Manuela Zero.
Il 23 ottobre 2020 pubblicano un singolo dal titolo Brillare da sola, che parla del coraggio e della forza delle donne. Il brano è stato composto da Marco Rettani, Tony Maiello e Enrico Palmosi.
Il 4 marzo 2021 le Deva sono ospiti alla serata cover della 71ª edizione del Festival di Sanremo, duettando insieme alla cantante in gara Orietta Berti con la canzone Io che amo solo te di Sergio Endrigo conquistando il secondo posto in classifica.
Il 31 maggio 2022 pubblicano il singolo GiuraGiuda.
Il 16 ottobre lanciano in Albania la loro partecipazione al festival Kënga Magjike 2022 nella categoria BIG INTERNATIONAL ARTIST, nel programma E Diela Shqiptare sul canale TV Klan. Il 26 novembre, alla serata finale, vengono proclamate vincitrici di categoria della 23ª edizione del festival albanese.
Il 9 dicembre 2022 Laura Bono annuncia tramite la sua pagina Facebook la volontà di lasciare il gruppo per intraprendere la carriera da solista.
Nel febbraio 2023 partecipano a Una voce per San Marino 2023 col brano Fiori su Marte, col quale raggiungono la finale, classificandosi al secondo posto e vincono il premio OGAE Italy per il brano più eurovisivo 
Nel giugno 2024 viene pubblicato il singolo estivo Amore Stop e in concomitanza alla partecipazione di Verdiana a Tale e quale show su Rai 1 a settembre viene pubblicato il singolo Maledetto Logico.

## Formazione

### Formazione attuale
- Verdiana Zangaro
- Greta Manuzi
- Roberta Pompa

### Ex componenti
- Simonetta Spiri prima di assumere il nome Le Deva
- Laura Bono (2017-2022)

## Discografia

### Album in studio
- 2017 – 4

### EP
- 2016 – L'amore merita Remix

### Singoli
- 2016 – L'amore merita (Quartetto come singole artiste)
- 2016 – L'origine (Quartetto come singole artiste)
- 2017 – Un'altra idea
- 2017 – Semplicemente io e te
- 2018 – Grazie a te
- 2018 – L'estate tutto l'anno
- 2019 – Shangai
- 2019 – A.I.U.T.O.
- 2020 – Brillare da sola
- 2022 – GiuraGiuda
- 2023 – Fiori su Marte
- 2024 – Amore Stop
- 2024 – Maledetto Logico

## Videografia
- 2016 – L'amore merita
- 2016 – L'origine
- 2017 – Un'altra idea
- 2017 – Semplicemente io e te
- 2018 – Grazie a te
- 2019 – A.I.U.T.O.